# Несторович Володимир
Несторович Володимир (1895, Львів — дата невідома (1980, Wayne, Michigan (за інформацією ancestry.com) — український прозаїк, публіцист, журналіст, редактор. Псевдонім — В. Север. Член Об'єднання українських письменників «Слово».

## З біографії
Народився 1895 року у родині урядовця у Львові. Закінчив Львівську гімназію (1914). У 1915 році був мобілізований до австрійської армії, потрапив у полон, перебував у таборах Сибіру, Забайкалля, Уссурійського краю. У 1920 році прибув до Відня, закінчив Вищу торговельну школу (1924). Працював бухгалтером у Варшавсько-Лодзькому товаристві у Львові. Здобув диплом інженера-економіста в Льєжі (Бельгія). Працював у промислових фірмах, викладав. Редагував економічний відділ у газеті «Діло» (1932–1939), двотижневик «Торгівля й промисел» (1934–1939).
Емігрував до Німеччини (1944), перебував у таборі в Біліфельді. Потім переїхав до США. Редагував журнал «Наш контакт» (1954–1959), «Українську газету» в Дітройті. Був співредактором «Нашого світу» в Нью-Йорку, головою відділу інформаційно-наукового інституту в Чикаго.

## Творчість
Автор роману «Серця і буревії» (1965).
Окремі видання:
- Несторович В. Т. Серця і буревії. Роман. — Детройт — Чикаго, 1965. — 468 с.
- Несторович В. Чі-Ю провинився // Слово. Збірник 7. — Едмонтон, 1978. — С. 144-148.